# 第89師団 (日本軍)
第89師団（だいはちじゅうきゅうしだん）は、大日本帝国陸軍の師団の一つ。

## 沿革
1943年（昭和18年）8月、南千島の防衛のため歩兵2個大隊基幹の千島第3守備隊の編成が下令され、翌月に完結した。その後、1944年（昭和19年）4月に千島第3守備隊司令部と歩兵第35連隊・歩兵第140連隊・独立山砲兵第3連隊の各1個大隊をもって、独立混成第8連隊（通称号：北部12608部隊）の編成が下令され、5月10日に小樽市で完結した。独混第8連隊は国後島などへ進出し、7月には2個大隊の増強を受けて独立混成第69旅団（憲兵団）に改称した。
他方、千島第3守備隊の司令部以外の2個大隊も、第42師団の歩兵団司令部と2個大隊とともに5個大隊に再編され、1944年4月12日に択捉島で独立混成第43旅団（通称号：奇12644部隊）の編成を完結した。7月には1個大隊の増強を受けて、6個大隊編制となった。
1945年2月29日、独混第43旅団を混成第3旅団、独混第69旅団を混成第4旅団に改称し、第77歩兵団司令部とも合流した第89師団の編成が下令された。3月27日に師団は編成完結し、第5方面軍に編入された。師団主力は択捉島（択捉郡留別村大字振別村天寧）に駐屯し防禦を固め、師団の一部は色丹島に派遣された。
千島列島でのソ連軍との戦闘は終戦後、8月18日から開始された。本格的な戦闘は北千島の占守島で行われた他は、ソ連軍の占領に当たっては停戦し各守備隊は武装解除された。
第89師団の約13000人はウラジオストクなどソ連本土、樺太などで抑留（シベリア抑留）された。

## 師団概要

### 歴代師団長
- 小川権之助 中将：1945年（昭和20年）3月16日 - 終戦[2]

### 参謀長
- 森田利勝 大佐：1945年（昭和20年）3月19日 - 終戦[3]

### 最終司令部構成
- 参謀長：森田利勝大佐
  - 参謀：丸山武之中佐
- 経理部長：木村茂主計中佐
- 軍医部長：森正守二軍医大佐

### 最終所属部隊
- 第89師団通信隊：水野健作少佐
- 第89師団兵器勤務隊：
- 第89師団衛生隊：与倉守雄少佐
- 千島第3陸軍病院：跡部鉄郎軍医大佐
- 混成第3旅団司令部（仙台）：旅団長 志波信孝少将
  - 独立歩兵第294大隊：森田正少佐
  - 独立歩兵第295大隊：小出貞治少佐
  - 独立歩兵第296大隊：重富広一少佐
  - 独立歩兵第297大隊：村上進少佐
  - 独立歩兵第419大隊：三原録郎少佐
  - 独立歩兵第420大隊：蘇武義美少佐
  - 混成第3旅団砲兵隊：広川礼順少佐
  - 混成第3旅団工兵隊：平井雄三大尉
  - 混成第3旅団通信隊：岡野猛夫大尉
  - 混成第3旅団兵器勤務隊：神崎謙吉大尉
- 混成第4旅団司令部（旭川）：旅団長 土井定七少将
  - 独立歩兵第421大隊：佐藤政美大尉
  - 独立歩兵第422大隊：松野直司少佐
  - 独立歩兵第423大隊：田中耕治少佐
  - 独立歩兵第424大隊：高木禎之大尉
  - 独立歩兵第460大隊：菊田義和少佐
  - 独立歩兵第461大隊：亀井源一大尉
  - 混成第4旅団砲兵隊：鏡清次少佐
  - 混成第4旅団通信隊：
  - 混成第4旅団作業隊：